# KUNAI
『KUNAI』（クナイ）は、オランダのインディーゲームスタジオTurtleBlazeが開発しThe Arcade Crewより2020年2月6日に発売された、Microsoft Windows/Nintendo Switch用2Dアクションゲーム。
タブレット型の顔を持つロボット忍者のタビー（Tabby）が主人公で、世界を脅かす邪悪なAIのレモンカス（Lemonkus）を倒すために冒険する。ロープを繋いだくないを壁や天井に打ち込んで軽快に移動するアクションやゲームボーイ風のドット絵のアートスタイルが特徴となっている。
2020年10月には、欧米でNintendo Switchパッケージ版がLimited Run Gamesより発売された。

## システム
探索により新たな能力やアイテムを入手し行動範囲を広げていくというメトロイドヴァニアの形式で進行していく。要所ではボス戦が行われる。
舞台となる各エリアにはWi-Fiルーターが置いてある場所があり、ここで「タビーストア」にアクセスし、敵を倒した際などに手に入る通貨を支払うと、後述の武器に新たな効果を追加することができる。
エリアの各所には宝箱が隠されており、この中には、通貨、タビーの姿を変化させる帽子、4つ集めるとライフの最大値が上昇するハートのかけらのいずれかが入っている。各エリアにある宝箱の数はマップに記載されている。

## 武器・能力
以下の武器と能力は物語の進行に応じて入手・習得する。
刀
近接攻撃を行う。エリアの一つ「放棄されたサブネット」の鍛冶屋で通貨を支払うと攻撃力が強化される。
くない
壁や天井などに射出して打ち込むと、ぶら下がったり、打ち込んだ場所まで瞬時に移動したりすることができる。両手で1つずつ使用可能。壁や天井が金属製の場合には刺さらない。
ダブルジャンプ
ジャンプ中にもう一度ジャンプできる。
手裏剣
敵に投げつけると一時的に気絶状態となり、道中の仕掛けに当てると作動させることができる。
SMG
弾を連射して攻撃する。空中で下に向けて連射すると一時的に浮くことができる。
ダッシュ
前方に瞬間移動する。また、通路を塞ぐ鉄格子や敵からの攻撃をすり抜けることができる。
ロケットランチャー
強力なロケット弾を発射して攻撃する。通路を塞ぐ大岩に当てると破壊することができる。

## 開発
本作の開発は当初モバイルゲームとして開始されたが、2017年に任天堂がNintendo Switchを発売したことを受けてNintendo Switch向けに転換することを決めた。そして任天堂から開発キットを入手し、モバイル用の縦向きのゲームを横向きに再設計し操作スキームを作り直すなどして4週間でNintendo Switch版のプロトタイプを作成、2018年に開催されたGame Developers Conferenceにこのプロトタイプを出展した。また、Unityで作成していたことでPCへの移植もスムーズに行われた。

## 評価
- 2020 NAVGTR Awards「Outstanding Game, Original Family」ノミネート[4]
- 第24回ウェビー賞「Best User Experience」受賞[5]
- Dutch Game Awards 2021「Best Art」ノミネート[6]

## 備考
レビュー収集サイトのMetacriticにおける本作のユーザースコアは、2020年2月6日の発売直後の時点では10点満点中8.1だったが、同年2月17日には1.7に急落した。これに困惑したTurtleBlazeが調査を行ったところ、ある1人の人物によるレビュー爆撃が原因と判明した。この人物は、すでに削除されたRedditの投稿の中で、使い捨てのメールアカウントを使用して約200のMetacriticアカウントを作成しそれぞれに0のスコアを与えてユーザースコアを下げたと説明している。また、本作だけでなくNew World Interactive開発の『Insurgency: Sandstorm』に対してもレビュー爆撃を行っているが、これら2作品を非難する意図はなく単にランダムに選んで標的にしただけだったという。その後、TurtleBlazeの要請により否定的なレビューの多くが削除され、ユーザースコアは回復している。
こうした事態が起きた背景として、同じIPアドレスから一度に複数のアカウントを作成することを阻止する仕組みがMetacriticになかったこと、また、本作が小規模な作品であるためレビュー数が少なくスコアが下がりやすい状況にあったことが指摘されている。